# Arrancada Heroica

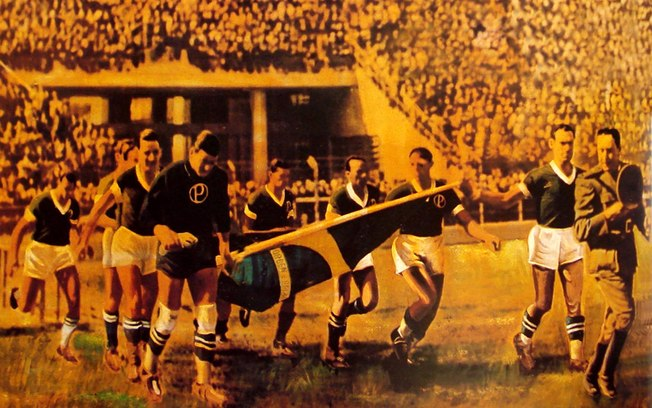
Tela que reproduz a Arrancada Heroica de 1942

Arrancada Heroica é a denominação usada para o episódio histórico futebolístico paulistano que marcou, em 1942, a mudança forçada de nome do Palestra Itália para Sociedade Esportiva Palmeiras. O fato começa com as pressões para o clube de futebol, de origem italiana, mudar seu nome durante a Segunda Guerra Mundial quando o Brasil, governado pelo então presidente Getúlio Vargas, declarou guerra aos países do "Eixo" (Alemanha, Itália e Japão) e se alinhou aos países "Aliados", (Estados Unidos, União Soviética, Reino Unido, França, e outros países). Termina com a vitória por 3 a 1 do Palmeiras em sua primeira partida com este nome em jogo decisivo contra o São Paulo que lhe rendeu o título do Campeonato Paulista de 1942.

## História

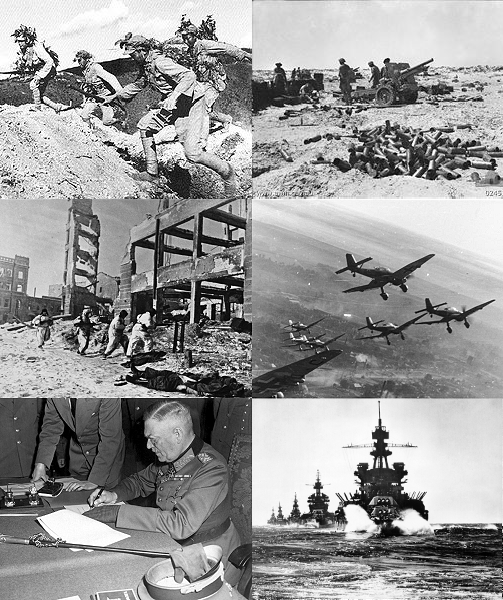
Sentido horário, do topo à esquerda: Forças chinesas na Batalha de Wanjialing; forças australianas durante a Primeira Batalha de El Alamein; aviões alemães Stuka na Frente Oriental; forças navais estadunidenses no Golfo de Lingayen; Wilhelm Keitel assinando a Rendição Alemã; tropas soviéticas durante a Batalha de Stalingrado

### Contexto da Segunda Guerra
Durante a Segunda Guerra Mundial, depois de manter uma posição neutra ao longo dos três primeiros anos do conflito, em fevereiro de 1942, o Brasil rompeu relações diplomáticas com os países do Eixo, depois que alemães e italianos iniciaram o torpedeamento de embarcações brasileiras no Oceano Atlântico. Tal iniciativa foi uma sinalização da posição formalizada meses depois, quando o Brasil se junta aos Aliados e declara guerra ao Eixo (Alemanha, Itália e Japão).
Ante disso, no mesmo ano, uma portaria homologada ainda em março de 1942, sob decreto de número 4.166, determinou que os bens pertencentes a alemães, italianos e japoneses, tanto de pessoas físicas como jurídicas, poderiam ser confiscados e usados pelo governo brasileiro para compensar prejuízos gerados por países da guerra contra o Brasil. Outra determinação do Governo Getúlio Vargas foi realizada por meio de decreto que proibia qualquer entidade de usar nomes relacionados a países do Eixo, sob pena de perda de patrimônio.
Com pressões cada vez maiores, vários clubes ligados ao eixo foram obrigados a mudar de nome. Os casos mais emblemáticos são: Palestra Italia (da colônia italiana), Deutsch Sportive e Sport Club Germânia (ambos da colônia alemã) em São Paulo. E o Palestra Italia de Belo Horizonte (da colônia italiana) que também foi obrigado a mudar de nome, dando origem ao Cruzeiro, em Minas Gerais.

### As pressões sobre o Palestra
Já em março de 1942, tentando evitar complicações, o paulistano Palestra Itália decidiu mudar o nome para Palestra de São Paulo. Outra alteração foi feita no escudo institucional, que ganhou uma adaptação mais nacionalista, com a retirada da cor vermelha e o acréscimo de um tom amarelo, em referência às cores da bandeira brasileira.
As modificações não foram suficientes, pois as pressões políticas da época eram imensas. Para alguns setores da sociedade, a despeito da palavra “palestra” ter origem grega, ela fazia referência à Itália. Por isso, as exigências para mudança de nome e aplicações de punições eram cada vez maiores. Dirigentes do então Palestra acusam até os dias de hoje o São Paulo Futebol Clube como um dos adversários responsáveis pelas maiores pressões nos meios políticos, já que, segundo eles, havia interesse do rival no Estádio Parque Antártica. No São Paulo, a tese sobre o estádio é tida como "fantasiosa".

### A mudança definitiva
Na noite do dia 14 de setembro de 1942, a diretoria do Palestra reuniu-se em sessão extraordinária para discutir a exigência, de uma mudança total do nome. Depois de horas de discussão e resistência, e da sugestão de nomes como Piratininga e Paulista, decidiu-se finalmente por Sociedade Esportiva Palmeiras, em parte pela preservação da letra P nos escudos e símbolos do clube, e em parte em homenagem à Associação Atlética das Palmeiras, clube então extinto mas que sempre manteve excelente relacionamento com o Palestra Itália, tendo fornecido apoio decisivo em diversas ocasiões de litígio com dirigentes do futebol paulista.
A reunião que trouxe a mudança de nome definitiva do Palestra para Palmeiras foi realizada dias antes do jogo decisivo que poderia ter o campeão do Campeonato Paulista de 1942.

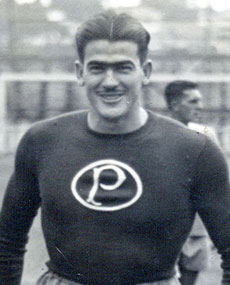
Oberdan Cattani, lendário goleiro do Palmeiras, que esteve na Arrancada Heróica

Como o Palestra era o líder da competição e restavam dois jogos para fim, contra São Paulo e Corinthians, bastava uma vitória alviverde para a conquista do título. Por coincidência, após a alteração de nome, o Palmeiras enfrentaria justamente o São Paulo, tida como grande responsável pela perseguição e por uma campanha na qual o então Palestra era acusado de ser "inimigo da pátria" por ser de origem italiana.

### A Arrancada Heroica
A decisão aconteceu no dia 20 de setembro de 1942, o Palmeiras entrou em campo pela primeira vez com o nome que é conhecido até os dias de hoje. Com o intuito de evitar as vaias que eram prometidas pelos rivais, a equipe surgiu no gramado do Estádio do Pacaembu com uma bandeira do Brasil, puxada pelo então 2º Vice-Presidente do clube, Adalberto Mendes, que era capitão do Exército Brasileiro. A iniciativa e a imagem emocionante, chamada depois de Arrancada Heroica, foi aplaudida pelos torcedores presentes e ajudou a amenizar a pressão sobre a equipe alviverde.
O jogo com o São Paulo foi tenso e violento, com vitória alviverde por 3 a 1, e abandono de campo da equipe tricolor aos 21 minutos do segundo tempo, quando o árbitro marcou um pênalti cometido por Virgílio em Og Moreira. Com o placar e a fuga tricolor, o Palmeiras ganhou a primeira taça com o novo nome. Com a derrota, o São Paulo terminou em terceiro, atrás do Corinthians, vice-campeão.

## O jogo decisivo
| 20 de setembro de 1942 | Palmeiras                                                                     | 3 — 1 | São Paulo                                  | Estádio do Pacaembu, São Paulo Público: 45.913 Árbitro: Jaime Janeiro Rodrigues |
|                        | Cláudio 19 do 1.º tempo Del Nero 43 do 1.º tempo Echevarrieta 14 do 2.º tempo |       | Waldemar de Brito 23 do 1.º tempo Virgílio |                                                                                 |

Palmeiras: Oberdan, Junqueira e Begliomini; Zezé Procópio, Og Moreira e Del Nero; Cláudio, Waldemar Fiúme, Villadóniga, Lima e Echevarrieta. Técnico: Armando Del Debbio.
São Paulo: Doutor, Piolin e Virgílio; Lola, Noronha e Silva; Luizinho, Waldemar de Brito, Leônidas, Remo e Pardal. Técnico: Conrado Ross.

## Homenagens à data

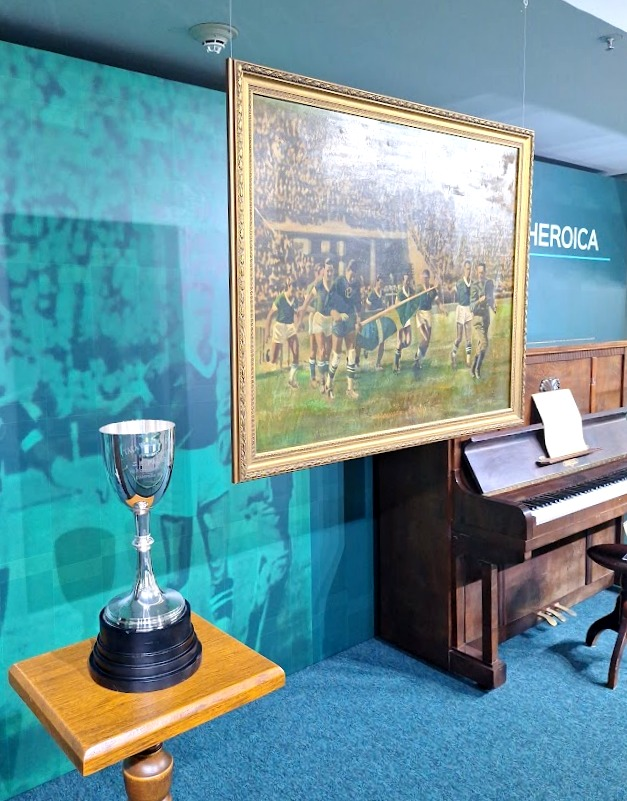
Ala dedicada à Arrancada Heroica na Sala de Troféus do Palmeiras

A Arrancada Heroica é não somente um episódio histórico ligado ao Palmeiras, mas também à história do esporte na cidade de São Paulo. No dia 11 de outubro de 2005, foi sancionada na capital paulista a Lei n.º 14.060, que definiu o dia 20 de setembro como o "Dia da Sociedade Esportiva Palmeiras". A data passou a ser lembrada anualmente, já que passou a integrar o Calendário Oficial do Município.
Outra homenagem ao episódio foi o batismo de uma passarela nas proximidades da sede do Palmeiras, no bairro da Água Branca, em São Paulo. Ela fica sobre a Avenida Antártica e tem o nome de “Passarela Palmeiras – Arrancada Heroica 1942”.

## Filmografia
ONOFRIO, Lucas - Sabe Ser Brasileiro - Arrancada Heroica 1942. São Paulo: Documentário, 2017.